# Nico Paz
Nicolás „Nico” Paz Martínez (ur. 8 września 2004 w Santa Cruz de Tenerife) – argentyński piłkarz występujący na pozycji ofensywnego pomocnika lub napastnika we włoskim klubie Como 1907 oraz w reprezentacji Argentyny. Jest synem Pablo Paza. Jego ojciec jest Argentyńczykiem, a matka Hiszpanką.

## Sukcesy

### Real Madryt
- Liga Mistrzów UEFA: 2023/2024
- Superpuchar Hiszpanii: 2024
- Mistrzostwo Hiszpanii: 2023/2024